# Eriococcus betulaefoliae
Eriococcus betulaefoliae är en insektsart som beskrevs av Tang och Hao 1995. Eriococcus betulaefoliae ingår i släktet Eriococcus och familjen filtsköldlöss. Inga underarter finns listade i Catalogue of Life.